# Robinsonia sanea
Robinsonia sanea är en fjärilsart som beskrevs av Druce 1895. Robinsonia sanea ingår i släktet Robinsonia och familjen björnspinnare. Inga underarter finns listade.